# Эфра (Сирия)
Эфра или Эвра (араб. إفرة‎) — небольшая горная деревня в Сирии.
Расположена в 35 км к северо-западу от Дамаска. Находится на высоте 1600 метров. В Эфре холодные зимы и теплое лето.
По сведениям Сирийского Центрального статистического бюро, в селе проживало 1029 человек по переписи 2004 года. Жители — преимущественно мусульмане-сунниты. Жители занимаются в основном сельским хозяйством. Они выращивают различные фрукты, такие как инжир, яблоки, и вишни.
Село раньше являлось курортом древних римлян.